# Langschied

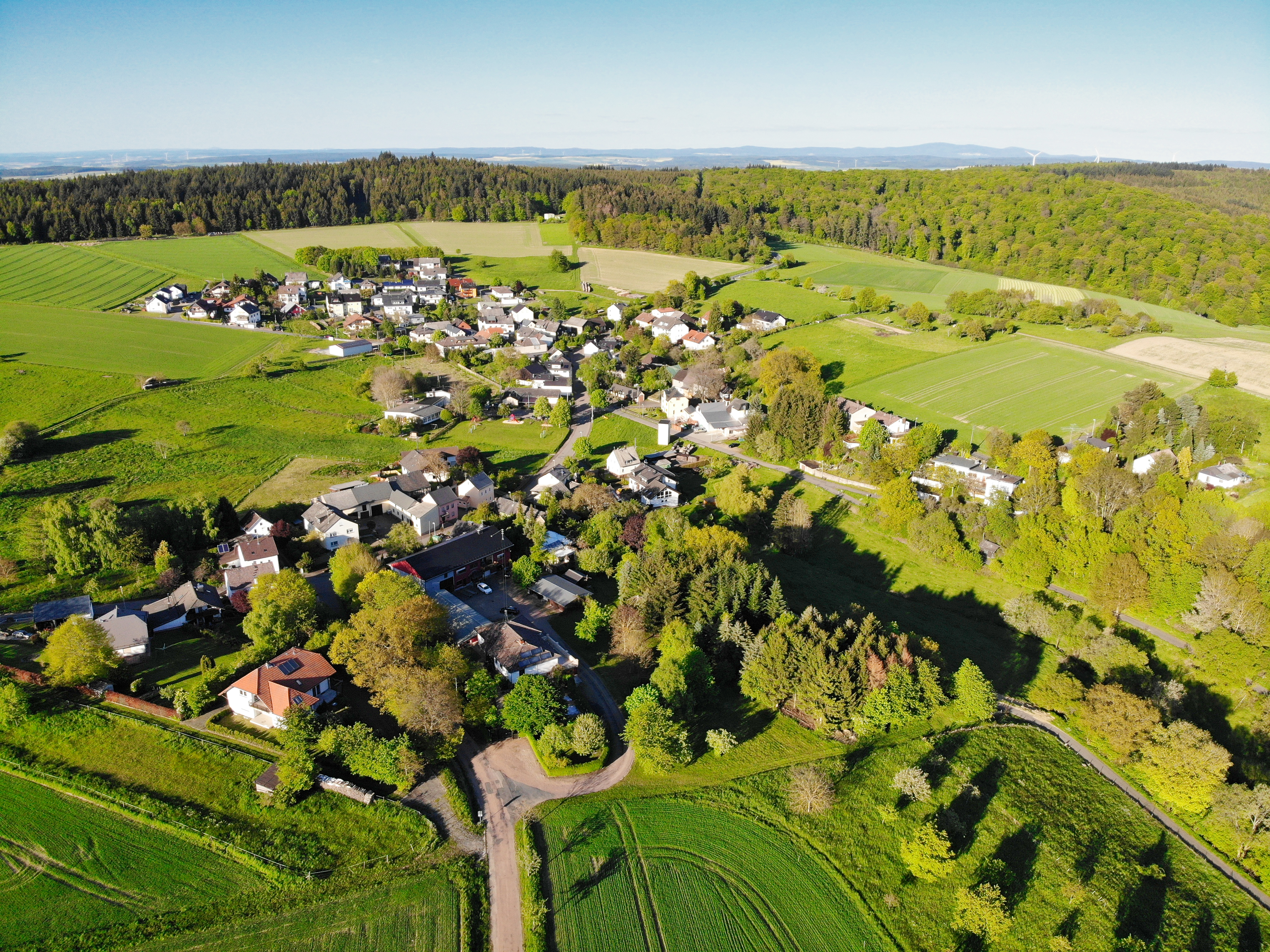
Luftbild von Langschied

Langschied ist ein Ortsteil der Gemeinde Heidenrod im südhessischen Rheingau-Taunus-Kreis.

## Geographie
Der Ortskern von Langschied liegt in rund 480 Meter Höhe auf dem Kemeler Rücken im westlichen Hintertaunus, der zum Rheinischen Schiefergebirge zählt. Die nördlich umgebenden bewaldeten Höhen stellen die Wasserscheide dar zwischen den nach Norden zur Lahn entwässernden Bächen: westlich dem Klausbach als einem Zufluss des Mühlbachs und östlich dem Dörsbach als einem Zufluss der Aar. Der kleine Ort liegt im nach Süden hin abfallenden muldenförmigen Talschluss des auf etwa 470 Meter entspringenden Entelsbachs, der einige Kilometer weiter südlich in die Wisper mündet, welche in den Rhein entwässert.
Durch den Ort führt die K 614 und verbindet mit der L 3031 sowie mit der B 260 (Bäderstraße), die in einem Kilometer Abstand verläuft. Etwa 1,5 km südöstlich in Richtung Mappershain liegt der Mappershainer Kopf, mit 548 m ü. NHN die höchste Erhebung im westlichen Hintertaunus.
Nachbarorte sind Wisper (südlich), Nauroth (südwestlich), Zorn (westlich), Egenroth (nordwestlich), Laufenselden (nördlich), Huppert (nordöstlich), Mappershain und Kemel (südöstlich).

## Geschichte

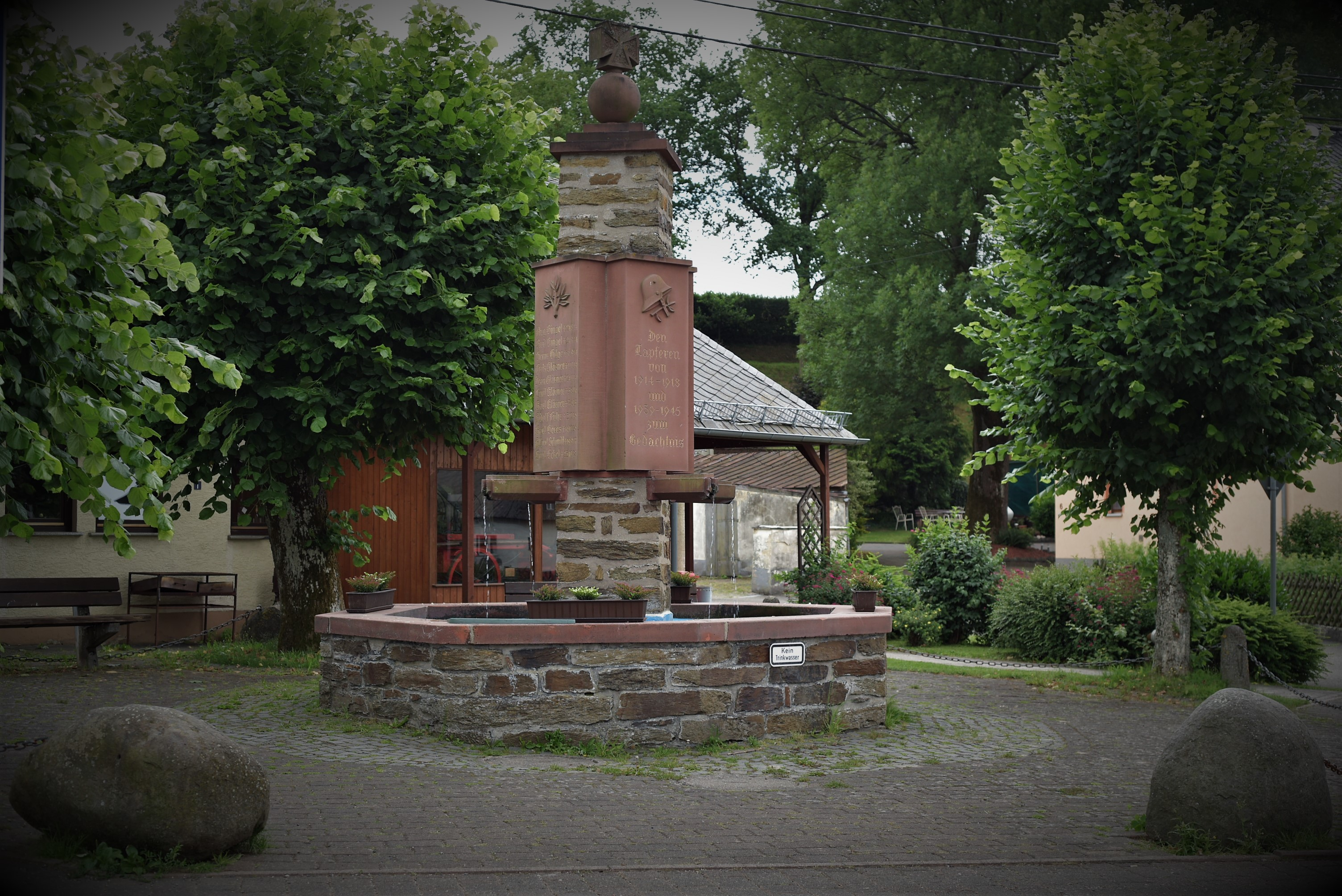
Dorfbrunnen von Langschied Gemeinde Heidenrod.

Urkundlich erwähnt wurde der Ort erstmals im Jahr 1260 als „Langinscheid“. Seine Gründung geht wohl auf den Benediktinerorden zurück, der gut hundert Jahre zuvor im westlichen Nachbartal das Kloster Gronau gegründet hatte. 1347 wird es „Langenscheit“ genannt und 1520 „Langscheitt“. Im Jahre 1583 war die Namensgebung urkundlich „Langenschiedt“.
Während des Dreißigjährigen Kriegs ist der Ort wie auch der Nachbarort Egenroth von allen Einwohnern verlassen. Im Jahre 1774 fand eine Aufteilung des vierherrischen Gebietes in den Nastätter Rezessen statt und Langschied kam zu Hessen-Rotenburg. Von 1806 bis 1813 stand der Ort dann mit der gesamten Niedergrafschaft Katzenelnbogen unter französischer Verwaltung. Im Jahre 1816 kam Langeschied zum Herzogtum Nassau. 1907 wurde mit dem Bau einer Wasserleitung begonnen, Ende 1922 im Ort elektrischer Strom eingeführt.
Siehe auch:  Kriegerdenkmal (Langschied)

### Gebietsreform
Im Zuge der Gebietsreform in Hessen schloss sich die Gemeinde Langschied mit 15 weiteren Gemeinden am 31. Dezember 1971 auf freiwilliger Basis zur Gemeinde Heidenrod zusammen. Für Langschied wurde wie für alle anderen Ortsteile ein Ortsbezirk mit Ortsbeirat und Ortsvorsteher eingerichtet.

### Bevölkerung

#### Einwohnerentwicklung
Im Jahre 1526 werden acht Hausgesesse genannt und 1587 sind es elf, die Anzahl ihrer Bewohner ist nicht mitgeteilt. Anfang des 19. Jahrhunderts hat Langschied über hundert Einwohner, heute sind es unter 300.
 Quelle: Historisches Ortslexikon
| • 1526: | 8 Hausgesesse           |
| • 1587: | 11 Hausgesesse          |
| • 1809: | 123 Einwohner (5 Juden) |

| Langschied: Einwohnerzahlen von 1834 bis 1970 | Langschied: Einwohnerzahlen von 1834 bis 1970 | Langschied: Einwohnerzahlen von 1834 bis 1970 | Langschied: Einwohnerzahlen von 1834 bis 1970 | Langschied: Einwohnerzahlen von 1834 bis 1970 |
| --- | --------------------------------------------- | --------------------------------------------- | --------------------------------------------- | --------------------------------------------- |
| Jahr |                                               |                                               |                                               | Einwohner                                     |
| 1834 | 1834                                          |                                               | 207                                           | 207                                           |
| 1840 | 1840                                          |                                               | 213                                           | 213                                           |
| 1846 | 1846                                          |                                               | 214                                           | 214                                           |
| 1852 | 1852                                          |                                               | 239                                           | 239                                           |
| 1858 | 1858                                          |                                               | 197                                           | 197                                           |
| 1864 | 1864                                          |                                               | 209                                           | 209                                           |
| 1871 | 1871                                          |                                               | 197                                           | 197                                           |
| 1875 | 1875                                          |                                               | 210                                           | 210                                           |
| 1885 | 1885                                          |                                               | 215                                           | 215                                           |
| 1895 | 1895                                          |                                               | 214                                           | 214                                           |
| 1905 | 1905                                          |                                               | 186                                           | 186                                           |
| 1910 | 1910                                          |                                               | 191                                           | 191                                           |
| 1925 | 1925                                          |                                               | 163                                           | 163                                           |
| 1939 | 1939                                          |                                               | 143                                           | 143                                           |
| 1946 | 1946                                          |                                               | 221                                           | 221                                           |
| 1950 | 1950                                          |                                               | 220                                           | 220                                           |
| 1956 | 1956                                          |                                               | 179                                           | 179                                           |
| 1961 | 1961                                          |                                               | 177                                           | 177                                           |
| 1967 | 1967                                          |                                               | 215                                           | 215                                           |
| 1970 | 1970                                          |                                               | 224                                           | 224                                           |
| Datenquelle: Historisches Gemeindeverzeichnis für Hessen: Die Bevölkerung der Gemeinden 1834 bis 1967. Wiesbaden: Hessisches Statistisches Landesamt, 1968. Weitere Quellen: |                                               |                                               |                                               |                                               |

#### Religionszugehörigkeit
Quelle: Historisches Ortslexikon
| • 1885: | 202 evangelische (= 93,95 %), 13 katholische (= 6,05 %) Einwohner  |
| • 1961: | 145 evangelische (= 81,92 %), 26 katholische (= 14,69 %) Einwohner |